# 泉大津市立浜小学校
泉大津市立浜小学校（いずみおおつしりつ はましょうがっこう）は、大阪府泉大津市小松町にある公立小学校。

## 沿革
- 1944年（昭和19年）4月 - 助松村海蔵寺に出張所として開校。
- 1947年（昭和22年）4月 - 泉大津市立濱国民学校として創立。
- 1947年（昭和22年）4月 - 学制改革により、泉大津市立浜小学校と改称。
- 1948年（昭和23年）12月5日 - 現在地に移転。同日を創立記念日とする

## 通学区域
- 春日町、小津島町、小松町、新港町、菅原町、なぎさ町、松之浜町（1丁目、2丁目　＊調整区域有り）、臨海町（2丁目、3丁目）[1]

※卒業後は基本的に泉大津市立東陽中学校に進学する。